# 15077 Edyalge
15077 Edyalge è un asteroide della fascia principale. Scoperto nel 1999, presenta un'orbita caratterizzata da un semiasse maggiore pari a 2,9449925 UA e da un'eccentricità di 0,0463150, inclinata di 2,78248° rispetto all'eclittica.
Dal 26 luglio al 13 ottobre 2000, quando 16191 Rubyroe ricevette la denominazione ufficiale, è stato l'asteroide denominato con il più alto numero ordinale. Prima della sua denominazione, il primato era di 14217 Oaxaca.
L'asteroide è dedicato all'astronomo amatoriale svizzero Edy Alge.